# أدريان فوستر
أدريان فوستر (بالإنجليزية: Adrian Foster)‏ (19 مارس 1971 في المملكة المتحدة - ) هو لاعب كرة قدم بريطاني في مركز الهجوم. لعب مع روشدين ودايموندز وفوريست غرين ونادي إكزتر سيتي ونادي توركي يونايتد ونادي غيلينغهام ووست بروميتش ألبيون ويوفل تاون ونادي هيرفورد ونادي باث سيتي وChard Town F.C. ‏ وفروم تاون ‏ وStreet F.C. ‏ ونادي تاونتون تاون ‏.

## وصلات خارجية
- أدريان فوستر على موقع قاعدة بيانات كرة القدم.إي يو (الإنجليزية)